# Cafè Monumental
Antigament anomenat Cafè Tost, el cafè Monumental va ser un popular centre de reunions de grups d'opinió i tertúlies literàries situat als baixos de l'esquerra del número 25 del Carrer Gran de Gràcia. També hi havia ball, restaurant i bar familiar. Mercè Rodoreda ubica diverses escenes de la coneguda novel·la La plaça del Diamant en aquest local:"Cada diumenge anàvem al Monumental a fer el vermut i a menjar popets".
El Cafè Tost va ser el primer escenari on el músic Pau Casals va fer actuacions públiques, amb només 13 anys. Formava part d'un trio i ell tocava el piano. Allà el va conèixer el pintor Josep Maria de Sucre, qui relata en les seves memòries l'ambient artístic i intel·lectual que es vivia al cafè a les darreries del segle XIX:
| « | Al Cafè Tost es feia música. Totes les nits acudia jo amb els meus pares a les sessions que es feien. A elles concorria Pau Casals, amb la seva mare, que era molt amiga de la meva. També hi assistien el que després va ser el cèlebre pianista, deixeble de Planté, Joaquim Malats; Enric Granados, l'encara deixeble de Felip Pedrell; Isaac Albéniz, que era l'animador de la tertúlia, tant pels seus mèrits propis com perquè li procurava autoritat davant els profans en estar casat amb la filla de l'alcalde don Federic Jordana (...); tots els artistes esmentats, repetim, acudien diàriament al Cafè Tost, en el qual romanien tocant fins a la mitjanit. | » |

El 1947, fou l'espai en el qual es va començar a configurar la colla de Sant Medir Monumental, la qual es conformaria de membres assistents al cafè, entre ells en Frederic Vallès, l'amo del bar. La Colla aconseguiria l'aprovació del Govern Civil de Barcelona el 14 de desembre de 1948 i establiria la seva seu al Cafè durant els seus primers anys.